# Epidendrum ellipticum
Epidendrum ellipticum là một loài thực vật có hoa trong họ Lan. Loài này được Graham mô tả khoa học đầu tiên năm 1826.